# Takeoff
Kirshnik Khari Ball (Lawrenceville, Georgia, 18. lipnja 1994. – Houston, Teksas, SAD, 1. studenoga 2022.), poznatiji pod umjetničkim imenom Takeoff, bio je američki reper. Najviše se istaknuo kao član hip-hop i trap-trojca Migos, zajedno sa svojim suradnicima a ujedno i članovima obitelji, Quavom i Offsetom (koji je napustio kolektiv u svibnju 2022.). S hitom "Versace" u srpnju 2013. probili su se na Billboardovu Hot 100 ljestvicu, zauzevši 99. mjesto te su tako po prvi put privukli pažnju šire publike.

## Smrt
Dana 1. studenoga 2022. Takeoff je bio upucan i ubijen dok se kockao zajedno sa stricem i suradnikom Quavom u kuglani u Houstonu u Teksasu. Proglašen je mrtvim na mjestu događaja. Iako policija u početku nije htjela identificirati žrtvu, njegov predstavnik je potvrdio smrt za agenciju Associated Press. Quavo je prošao neozlijeđen.

## Diskografija

### Studijski albumi

#### Kao dio Migosa
- Yung Rich Nation (2015.)
- Culture (2017.)
- Culture II (2018.)
- Culture III (2021.)

#### Samostalno
- The Last Rocket (2018.)

### Suradnički albumi
- Only Built for Infinity Links s Quavom (2022.)